# Dubbeldam (Dordrecht)

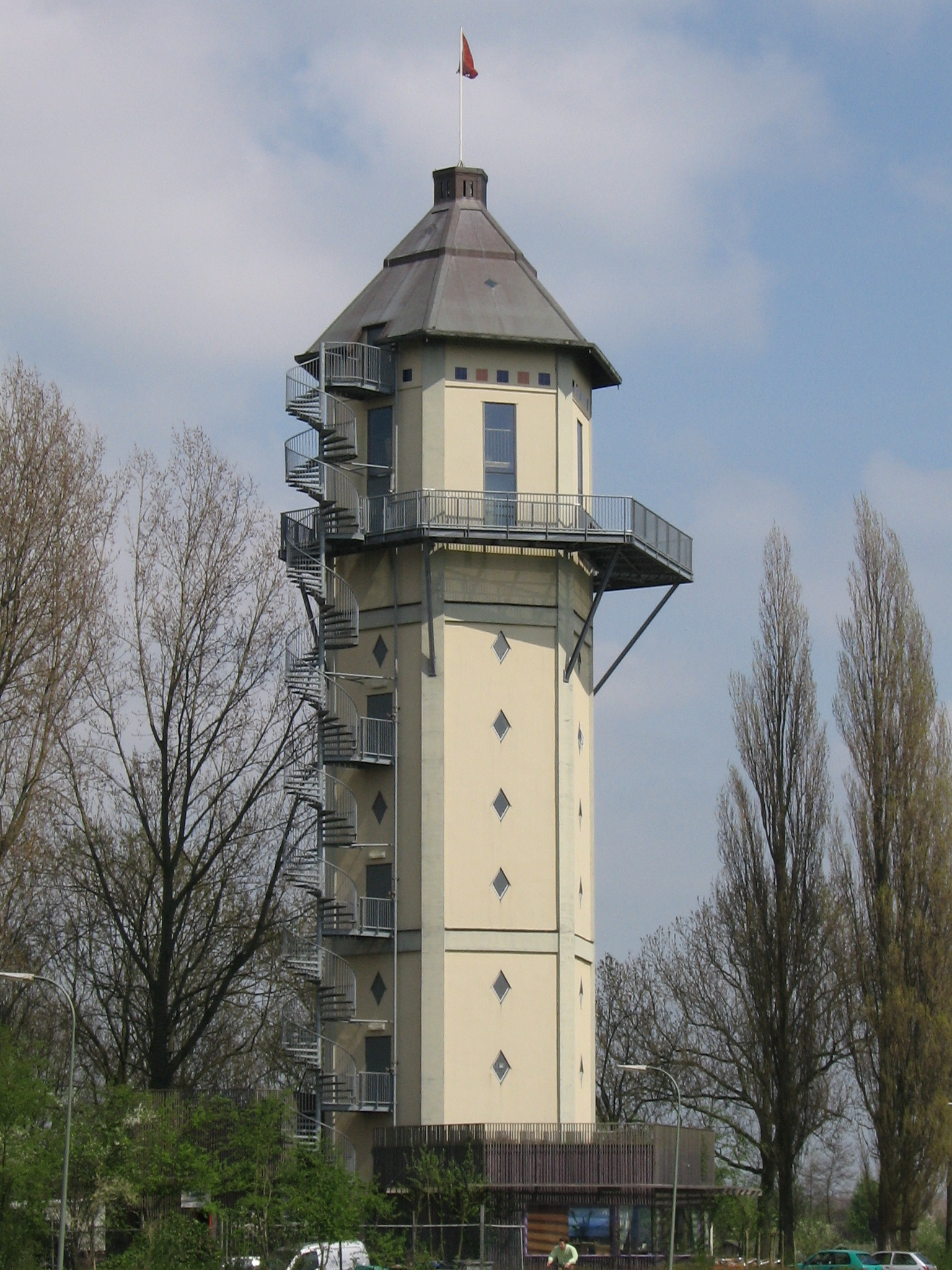
Alter Wasserturm

Dubbeldam ist ein Stadtteil der niederländischen Stadt Dordrecht (Provinz Südholland). Bis 1970 war es eine eigenständige Gemeinde.

## Geschichte und Werdegang
Der Name Dubbeldam lässt sich einfach erklären als «Damm im Dubbel», ein heute verschwundener Fluss. 1282 wurde das Dorf erstmals erwähnt. Es verschwand aber völlig beim Sankt-Elisabethsflut, der im November 1421 die Existenz des Dordrechter Waards beendete.
Allerdings blieben die Herren von Dubbeldam die Rechte auf das Dorf im Namen ausüben. Nach einem Jahrhundert fielen die Platten um Dordrecht langsam wieder trocken, und 1554 fasste der damalige Herr die Idee auf, das Gebiet wieder einzudeichen. Im Laufe des 16. und 17. Jahrhunderts wurde Dubbeldam wiedergeboren aus verschiedenen Poldern. Seit 1630 hatte das Dorf eine Kirche.
Im Königreich der Niederlande wurde Dubbeldam eine Gemeinde. 1856 wurde diese wesentlich vergrößert, als man die Gemeinden De Mijl und Wieldrecht aufgrund ihrer winzigen Einwohnerzahl aufhub und Dubbeldam hinzufügte. Inzwischen war die Stadtbevölkerung Dordrechts aber stark zugenommen, was Neubau außerhalb ihrer ehemaligen Stadtmauern notwendig machte. Für diesen Zweck musste die Stadt immer wieder Dubbeldamer Gebiet annexieren.
In der Nachkriegszeit baute man auch Dubbeldam zu einem Vorort Dordrechts aus, was ihr Angesicht stark geändert hat. Viele alte Bauernhöfe mussten verschwinden, wie auch die alte Dorfkirche. Deswegen gibt es im ehemaligen Dorf nur wenige Monumente. 1970 wurde die Gemeinde aufgelöst und nach Dordrecht eingemeindet.

## Persönlichkeiten
- Arie van Gemert (1929–2024), Fußballschiedsrichter